# Louis La Ravoire Morrow
Louis La Ravoire Morrow (Weatherford, 24 dicembre 1892 – Krishnanagar, 31 agosto 1987) è stato un vescovo cattolico statunitense.

## Biografia
Nacque in Texas da padre francese e madre statunitense; trasferitosi con la famiglia a Puebla, in Messico, vi abbracciò la vita religiosa tra i salesiani. Si licenziò in diritto canonico e storia ecclesiastica e fu ordinato prete nel 1921.
Fu scelto come segretario dal vescovo salesiano Guglielmo Piani, prima ausiliare di Puebla e poi, dal 1922, delegato apostolico nelle Filippine. Acquisì una notevole popolarità come autore di una serie di testi di catechesi, largamente diffusi e tradotti in diverse lingue.
Fu eletto vescovo di Krishnagar, nel Bengala Occidentale, e consacrato insieme con altri 11 vescovi missionari a Roma da papa Pio XII nel 1939.
A Krishnagar trovò condizioni climatiche difficili e pochissimi cattolici, in massima parte analfabeti. Promosse numerose opere caritative, tanto che la popolazione hindu e musulmana della città lo confermò per 12 anni assessore incaricato dell'assistenza ai poveri.
Per l'educazione e la formazione religiosa della popolazione femminile, fondò la congregazione delle suore catechiste di Maria Immacolata, Aiuto dei cristiani.
Lasciò la guida della diocesi nel 1969 e fu trasferito alla sede titolare di Valliposita, alla quale rinunciò nel 1971.

## Genealogia episcopale
La genealogia episcopale è:
- Cardinale Scipione Rebiba
- Cardinale Giulio Antonio Santori
- Cardinale Girolamo Bernerio, O.P.
- Arcivescovo Galeazzo Sanvitale
- Cardinale Ludovico Ludovisi
- Cardinale Luigi Caetani
- Cardinale Ulderico Carpegna
- Cardinale Paluzzo Paluzzi Altieri degli Albertoni
- Papa Benedetto XIII
- Papa Benedetto XIV
- Papa Clemente XIII
- Cardinale Marcantonio Colonna
- Cardinale Giacinto Sigismondo Gerdil, B.
- Cardinale Giulio Maria della Somaglia
- Cardinale Carlo Odescalchi, S.I.
- Cardinale Costantino Patrizi Naro
- Cardinale Lucido Maria Parocchi
- Papa Pio X
- Papa Benedetto XV
- Papa Pio XII
- Vescovo Louis La Ravoire Morrow, S.D.B.